# 샤오미 Mi 2A
샤오미 폰(Xiaomi Mi 2A, 중국어: 小米手机2A)은 중국의 샤오미가 제작한 안드로이드 기반의 스마트폰이다.

## 출시 국가
중국

## 같이 보기
- 샤오미
- 미유아이
- 스마트폰 비교